# حزب کمونیست هلند
حزب کمونیست هلند (به هلندی: Communistische Partij Nederland، تلفظ هلندی: [kɔmyˈnɪstisə pɑrˈtɛi ˈne:dərlɑnt]، CPN) یک حزب کمونیست در هلند بود. این حزب در سال ۱۹۰۹ به عنوان حزب سوسیال دموکرات (SDP) تأسیس شد و در سال ۱۹۹۱ با حزب سوسیالیست صلح طلب، حزب سیاسی رادیکال‌ها و حزب مردم اوانجلیک ادغام شد و حزب چپ گرای سبز را تشکیل داد. اعضای مخالف ادغام، حزب کمونیست جدید هلند را تأسیس کردند.